# Benjamin Epps
Pour les articles homonymes, voir Epps.
Benjamin Epps ou parfois Eppsito, de son vrai nom Kesstate Epembia, né le 9 avril 1996 à Libreville (Gabon) est un rappeur, chanteur et auteur-compositeur-interprète gabonais actif en France.
Il émerge dans les années 2020 avec un style souvent comparé à celui de Westside Gunn et se fait connaître grâce à une série d'EP de 2020 à 2022. Son premier EP, Le Futur, paraît en 2020, suivi le 23 avril 2021 de Fantôme avec chauffeur, un projet en collaboration avec le vidéaste Le Chroniqueur Sale. Le 28 janvier 2022, il dévoile son troisième EP : Vous êtes pas contents ? Triplé !
Le 7 avril 2023, il publie son premier album, La grande désillusion. S'ensuit un EP quelques mois plus tard, intitulé READY FOR WAR. Le 31 janvier 2025 sort son projet L'enfant Sacré de Bellevue.

## Biographie

### Jeunesse
Benjamin Epps, de son vrai nom Kesstate Epembia, naît le 9 avril 1996 à Libreville au Gabon. Il est originaire du quartier de Bellevue.

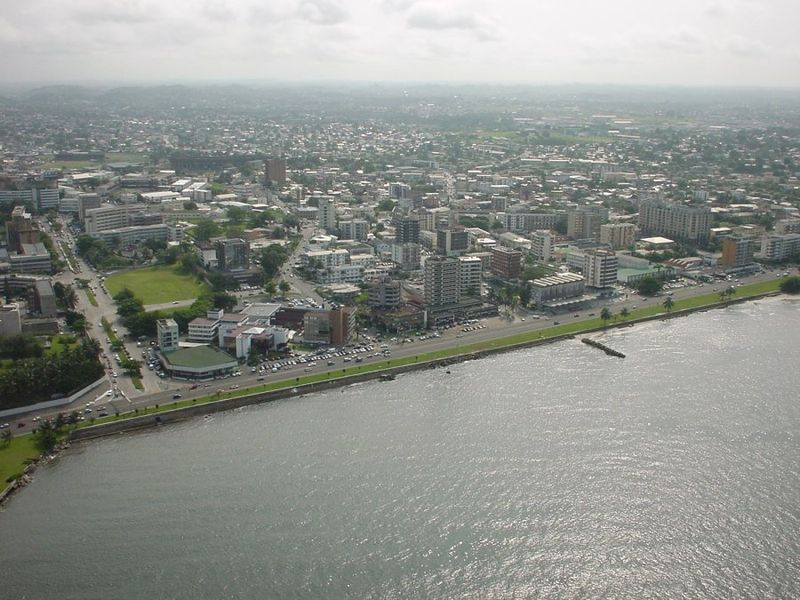
Libreville

Il découvre le rap français, lorsque, enfant, son grand frère Camille, alias CAM, rentre de France avec de nombreux CD. Il se passionne alors pour ce genre, et accompagne souvent ses trois frères, eux-mêmes rappeurs, dans leurs sessions de freestyles. Par ailleurs, il puise son inspiration de chanteurs et de rappeurs américains tels que The Notorious BIG, Tupac ou encore Usher. La seconde partie de son nom de scène "Epps" vient du nom de famille du rappeur 2 Chainz.

### Arrivée en France (depuis 2015)
En 2015, Benjamin s'installe en France.
Il publie, en 2020, un premier EP, Le Futur. Le single Kennedy en 2005, qui en est extrait, fait fortement débat notamment en raison de la similitude du flow de Benjamin avec celui de Westside Gunn.

### Fantôme avec chauffeur(2021)
Le 23 avril 2021, Benjamin Epps publie un deuxième EP intitulé Fantôme avec chauffeur, en référence au film éponyme. Le projet est intégralement produit par Le Chroniqueur Sale, youtubeur et beatmaker.

### Vous n’êtes pas contents? Triplé!(2022)
Entre deux projets, Benjamin est présent sur plusieurs featurings, notamment avec Dinos, Selah Sue ou encore Vladimir Cauchemar.
Le 25 novembre 2021, au cours d'un concert à Reims, Benjamin Epps annonce prévoir un troisième EP, qui sortira fin janvier. Le 28 du même mois, le projet sort sous le nom de Vous n’êtes pas contents ? Triplé !, clin d'œil direct à une interview de Kylian Mbappé,.
Il entame alors une tournée à travers la France, avec des dates notamment à Reims, à Paris, à Dijon, et à Grenoble.
Il remporte en 2022 le BET Hip Hop Awards du meilleur flow international,,.

## Polémiques

### Clash avec 404Billy

#### Origine des tensions
Le différend entre Benjamin Epps et 404Billy émerge bien après leur collaboration sur le morceau 88% (Window), sorti en 2021. Selon les propos de Billy, les tensions débutent lors d’un concert de Epps, où ce dernier aurait mal interprété leur titre commun en ne voulant pas répéter avec lui et en oubliant ses paroles sur scène, le tout sans jamais le payer dans les temps pour sa présence. Ainsi, en juin 2023, le conflit devient public à la suite d’une pique lancée par 404Billy dans son morceau Title Shot, où il déclare : « Eppsito, tu peux pas dire qu't'es l'meilleur rappeur, si tous mes p'tits EPs sont meilleurs qu'ton album ». Epps annonce initialement sur X qu’il répondra à cette attaque, cependant, Billy informe son public que Benjamin ne veut finalement pas donner suite à ces piques, après avoir été contacté en privé par son équipe. Néanmoins, Epps lui répond finalement à travers 2 morceaux dans son EP Ready for War au début du mois de décembre 2023, sans le mentionner directement.

#### Les Disstracks
404Billy, considérant que son pique initial était dans un esprit de compétition, est fortement mécontent de la réponse de Eppsito, qu'il considère comme étant disproportionnée et trop personnelle. Il décide alors de publier, le 15 décembre 2023, le premier vrai disstrack de ce clash, La plus grande des illusions. Le morceau détourne le titre et la pochette de l’album La Grande Désillusion de Benjamin Epps, sur laquelle le rappeur gabonais nous est montré installé sur le trône d’un WC. Cette dernière est supprimée dans les jours qui suivent pour des raisons de droits d'auteurs. 404Billy y accuse notamment Epps d’être un industry plant (en), mais aussi d'être une pâle copie du rappeur américain Westside Gunn.
Dans un premier temps, Benjamin Epps ne donne pas suite au clash. Toutefois, près d'un mois plus tard, le 11 janvier 2024, à l'occasion de l'anniversaire de 404Billy, il réplique par surprise avec un morceau de huit minutes intitulé Reste dans ta merde. Il y prétend notamment avoir couché avec sa "baby mama". En réaction, Billy clôt le conflit et rétorque avec Pinocchio Epembia, mettant fin à cette échange. Le public et les observateurs du rap considèrent alors 404Billy comme le vainqueur de ce clash. Ce dernier conclut finalement sur ses réseaux : « Vive le divertissement, pour la culture, pour les auditeurs, pour ceux qui aiment ce genre de rap. Force à vous, force à nous ».

## Discographie

### En solo

#### Album Studio
2025 : L’enfant Sacré De Bellevue

### Apparitions
- 2020 : Cham Rapper feat. Benjamin Epps - Baby Mama (sur l'EP Posture et Dress Code 2)
- 2020 : Cham Rapper feat. Benjamin Epps, Perso - Frères d'armes (sur l'EP Posture et Dress Code 2)
- 2021 : Vladimir Cauchemar feat. Benjamin Epps - Blizzard (sur l'EP Brrr)
- 2021 : Dinos feat. Benjamin Epps - Walter PP (sur l’album Stamina, Memento)
- 2021 : Sam’s feat. Benjamin Epps - T’as pas la ref (sur l’album Inspiré d’histoire(s) vraie(s))
- 2021 : 404Billy feat. Benjamin Epps - 88 % (Window)
- 2021 : Zesau feat. Benjamin Epps  - Nominé (sur l'EP Coup Classique)
- 2021 : Selah Sue feat. Benjamin Epps - Hurray (sur l’album Persona)
- 2021 : Caballero & JeanJass feat. Benjamin Epps - Omelettes (sur l’album Zushiboyz, Volume 1)
- 2022 : DJ Mehdi & Busy P feat. Santigold, Benjamin Epps - MPC 2021
- 2022 : Ron Brice feat. Benjamin Epps - Tyron (sur l'EP Côte Est)
- 2022 : A2H feat. Benjamin Epps - Me confonds pas (sur l’album Une rose et une lame)
- 2022 : Youssoupha feat. Benjamin Epps, Lino - Dessalines Flow (sur l’album Neptune Terminus : Origine)
- 2022 : Seth Gueko feat. Benjamin Epps - Last Poètes (sur l'album Mange tes morts)
- 2022 : Enchentée Julia feat. Benjamin Epps - Longo Maï (sur l'EP Longo Maï)
- 2022 : SD Kong & C. Spaulding feat. Benjamin Epps - Snow Corbeaux (sur l'album Savoir Faire 2)
- 2022 : Di-Meh feat. Benjamin Epps - Top Tweet (sur la mixtape OV3)
- 2022 : Lous and The Yakuza feat. Benjamin Epps - Stop (sur l'album IOTA)
- 2023 : Rocca & DJ Duke feat. Benjamin Epps - Relatif
- 2024 : Vicky R feat. Benjamin Epps - Facts - Duo Version (sur l'EP SYSTM)
- 2024 : Mac Tyer feat. Benjamin Epps - Zorro (sur l'album La vie du triple OG)
- 2024 : Lou Phelps feat. Benjamin Epps - Connexion Française (sur l'EP TOP Z)
- 2024 : Escobar Macson, Kozi, Poison Mobutu & Despo Rutti feat. Benjamin Epps - R.A.S - Retour aux sources (sur l'EP Etranger en service)

### Clips
| Année | Titre                                                        | Réalisateur                 | Album                             |
| ----- | ------------------------------------------------------------ | --------------------------- | --------------------------------- |
| 2020  | Samba les Couilles                                           | Ohd Division                | Le Futur                          |
| 2020  | Kennedy en 2005                                              | Ohd Division                | Le Futur                          |
| 2021  | Plié en 5                                                    | Ohd Division                | Le Futur                          |
| 2021  | Tard le Soir                                                 | Ohd Division                | Le Futur                          |
| 2021  | Notorious                                                    | Ohd Division & Shawny       | Fantôme avec chauffeur            |
| 2021  | Goom                                                         | Pablo Babinet               | Fantôme avec chauffeur            |
| 2021  | Dieu bénisse les enfants                                     | Tician Lagier               | Fantôme avec chauffeur            |
| 2022  | BMW Boyz                                                     | The New Vision              | Vous n'êtes pas contents ? Triplé |
| 2022  | Vous n'êtes pas contents ? C'est pareil                      | The New Vision              | Vous n'êtes pas contents ? Triplé |
| 2022  | Dans le Way                                                  | The New Vision              | Vous n'êtes pas contents ? Triplé |
| 2022  | Encore                                                       | LSR Stud                    | Vous n'êtes pas contents ? Triplé |
| 2022  | Jeune                                                        | Sims & Matthieu V.          | /                                 |
| 2023  | Police à ma porte                                            | Black Vision                | La grande désillusion             |
| 2023  | Vivre                                                        | Black Anouar & Dylan Alexis | La grande désillusion             |
| 2023  | Bienvenue à B'Hell Vue                                       | Black Anouar & Real Mrv     | La grande désillusion             |
| 2023  | Capitaine Flamme                                             | Black Anouar                | La grande désillusion             |
| 2023  | Capitaine Flamme - Remix (feat. Le Juiice, Veerus & Vicky R) | Ohd Division                | /                                 |
| 2023  | Belle Rage                                                   | -                           | Ready for war                     |